# Ḥafṣ b. Albar al-Qūṭī
Ḥafṣ b. Albar al-Qūṭī (al-Andalus, IX secolo o X secolo – al-Andalus, X secolo) è stato un teologo, poeta e traduttore visigoto. 
Visse e operò probabilmente a Cordova, tra il IX e il X secolo.

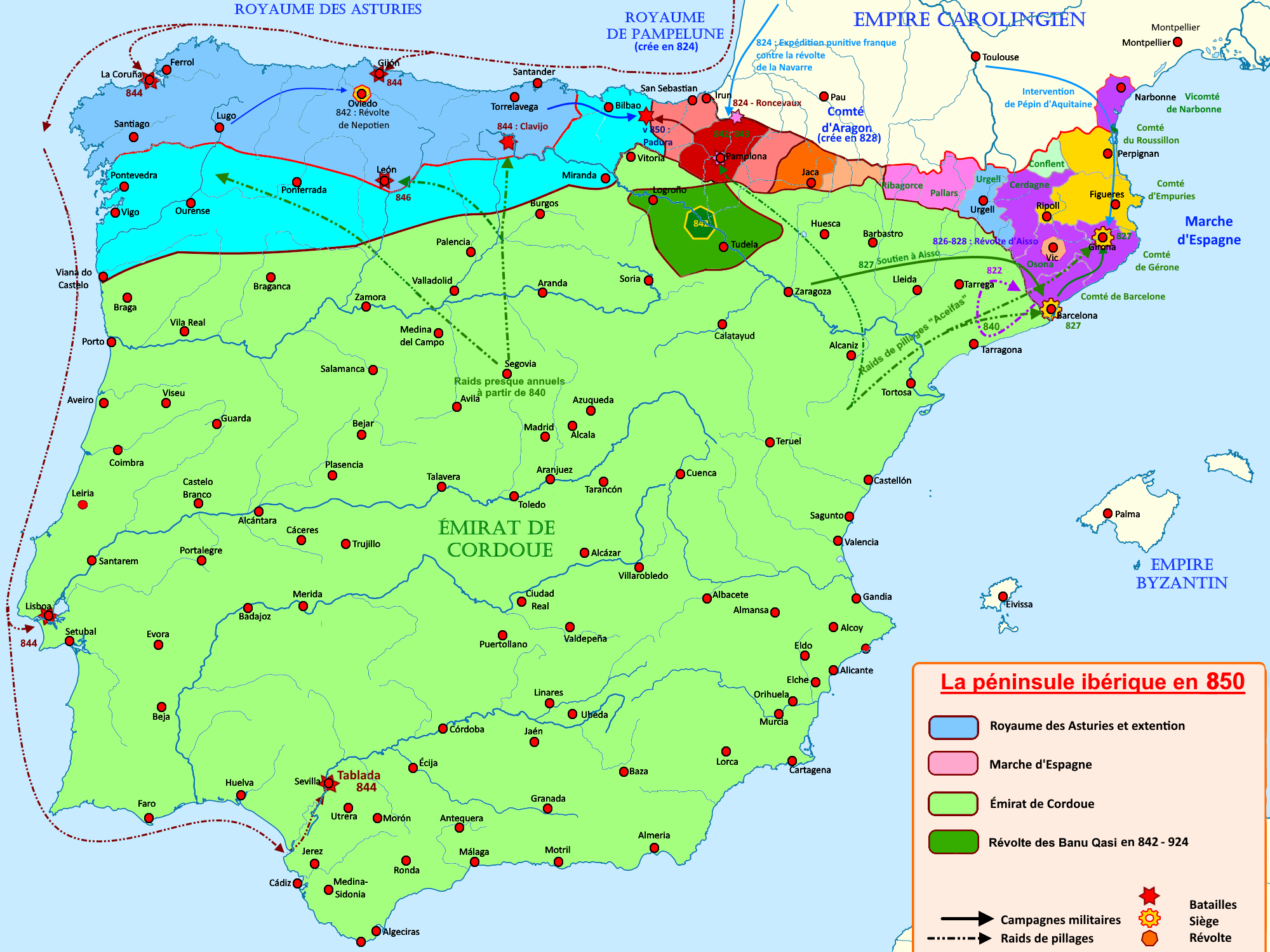
Situazione politica della Penisola Iberica nel IX secolo

## Biografia

### Incertezze sulle date
Ḥafṣ ibn Albar al-Qūṭī (nome in arabo) fu un poeta, teologo e traduttore mozarabo, del cui nome in latino non si hanno notizie. Le informazioni sulla sua vita sono poche, ma possono essere in parte ricavate dalle informazioni che lui stesso inserisce nelle sue opere. In particolare, in base alle informazioni contenute nella sua stessa uryûza (vedi sotto), opera poetica posta come sorta di introduzione della sua traduzione in arabo del Salterio,  è possibile collocarlo tra il IX secolo e il X secolo. Tuttavia, essendo incerto quale tipo di sistema di abyˆad, ovvero il sistema di scrittura della data in lettere, se quello standard o quello maghrebino, sussiste la duplice possibilità che la sua opera possa collocarsi sia nel 889 d.C. (se si considera il sistema di abyˆad maghrebino) o nel 989 d.C. (se si considera il sistema di abyˆad standard). le posizioni in merito sono divergenti e gli argomenti a favore dell'una e dell'altra opzione sono varie. Infatti, lo storico cordovano Ibn al-Qūṭiyya,  morto nel 977 d.C., nel suo Ta'rikh iftitah al-Andalus (Storia della conquista di al-Andalus), parrebbe riferirsi ad Ḥafṣ ibn Albar al passato, come se questi fosse già morto: questo collocherebbe Ḥafṣ ibn Albar alla fine del IX secolo. Per contro l'islamista Douglas Morton Dunlop afferma con certezza che la data, espressa in lettere, sarebbe incontrovertibilmente il 989, così espressa: tâ’ = 9, fâ’ = 80, zâ’ = 900; in quanto zâ’ chiuderebbe una rima con un verso precedente e non potrebbe dunque essere un numero differente. Inoltre, sempre lo stesso Dunlop, in merito al riferimento ad Albar da parte di Ibn al-Qūṭiyya afferma che si tratterebbe invece di un riferimento rivolto ad un proprio contemporaneo. Questo rende l'idea di quanto nebuloso appaia lo spettro di informazioni che ci sono giunte sulla figura di Ḥafṣ b. Albar.

### Ruolo nella società
Sempre Ibn al-Qūṭiyya nel suo Ta'rikh iftitah al-Andalus fornisce ulteriori informazioni su Ḥafṣ ibn Albar: questi era giudice dei cristiani (qâdî l-'ayam), carica civile a cui rispondeva la comunità mozarabica. Nella sua città, probabilmente Cordova, Ḥafṣ ibn Albar rappresentava infatti la massima autorità giudiziaria e possedeva perciò, o in virtù di ciò, una profonda conoscenza del Liber iudiciorum visigoto, il diritto visigoto, fonte di legge utilizzata per risolvere le controversie tra mozarabi, legati ancora alle consuetudini visigote, pre-arabe. Rimane comunque il dubbio se Ḥafṣ ibn Albar fosse o meno membro del clero. Su questo i vari studiosi hanno avuto e continuano ad avere opinioni divergenti: a favore dell'appartenenza al clero di Albar depone sia il fatto che egli stesso, nella già citata uryûza, al versetto 129, si definisca «servo di dio», sia per il fatto che precedentemente nella medesima opera, al versetto 106, affermi di aver legami personali con un vescovo (Balans), il che potrebbe indicare una sorta di subordinazione sul piano della gerarchia clericale da parte di Albar rispetto a tale vescovo (che implicherebbe inevitabilmente l'appartenenza di Albar al clero). Inoltre l'imam al-Qurṭubī (1182–1258), lo descrive come «sacerdote». Il già citato D. M. Dunlop invece sostiene che difficilmente Albar fosse un ecclesiastico: infatti i riferimenti al vescovo Balans non sarebbero tali da far supporre che Albar fosse un giovane sacerdote che dedicò la sua opera ad un suo superiore: per Dunlop Albar sarebbe piuttosto «a man of mature years and probably a layman» («un uomo maturo e probabilmente un laico»).

### Discendenza e possibili legami famigliari
Di Albar evinciamo che fosse di discendenza visigota: la sua nisba al-Qūṭī, infatti, in arabo significa proprio «il Goto». Sempre Ibn al-Qutiyya lo presenta addirittura come discendente diretto dell'ultima famiglia reale visigota: sarebbe infatti discendente del re dei Goti Witiza (700-710 d.C.), in particolare del terzogenito di quest'ultimo, Romolo, unico dei tre figli mai convertitosi all'Islam.
Da alcuni studiosi, come Pieter Van Koningsveld, è stato addirittura ipotizzato che Albar potesse addirittura essere parente, forse addirittura figlio, di  Paolo Alvaro di Cordova, in quanto il nasab Ibn Albar indicherebbe la discendenza da qualcuno denominato Alvaro; tuttavia, non ci sono prove sufficienti a sostegno di tale teoria, tanto più se si considera che Alvaro era un nome di origine germanica assai diffuso presso i mozarabi di discendenza visigota. Dunlop, pur escludendo categoricamente la possibilità che Albar potesse essere figlio di Alvaro di Cordova, non esclude tuttavia, accettando che la data dell'uryûza sia il 989 e non l'889 e che Albar sia dunque vissuto nel X secolo, il fatto che potesse essere suo nipote: infatti il nasab Ibn Albar non necessariamente avrebbe funzione di patronimico, ma potrebbe riferirsi ad avi precedenti. Sempre Dunlop definisce inoltre Albar L'ultimo dei Goti, all'interno di un saggio omonimo: infatti, se si accettasse la sua discendenza reale, egli risulterebbe l'ultimo di una stirpe di visigoti cristiani a rivendicare, come elemento identitario, sia la sua cristianità che il suo essere gotico, in un periodo, il X secolo (almeno secondo Dunlop), dove il confine tra le varie nazionalità, etnie e culture presenti nella Penisola Iberica (principalmente goti e arabi) andava assottigliandosi.
Ḥafṣ b. Albar al-Qūṭī, qualora si accettasse la possibilità che sia vissuto alla fine del IX secolo, potrebbe essere inoltre legato alla figura del vescovo Valencio di Cordova, che ebbe un ruolo importante nelle lotte intra-ecclesiastiche dell'862 e dell'864 tra il vescovo Ostegesi di Malaga e Sansone di Cordova. Infatti nel versetto 106 della sua uryûza, Albar elogia tale «Balans», descrivendolo come il miglior vescovo della Chiesa; tuttavia, il fatto che questo verso si riferisca effettivamente a Valencio è assai improbabile: infatti Balans sarebbe molto più logicamente traducibile in Valens, piuttosto che in Valentius (Valencio); inoltre, Valencio molto difficilmente avrebbe potuto essere vivo alla fine del IX secolo, avendo raggiunto il seggio episcopale nell'862, da cui fu rimosso solo due anni dopo. È probabile dunque che il Balans a cui si riferisce Albar sia non già il vescovo Valencio, bensì il vescovo Valens, forse responsabile della sede di Cordova.

### Città d'origine
Anche per quanto riguarda i luoghi della vita e dell'attività di Ḥafṣ b. Albar al-Qūṭī non si hanno certezze. Appare tuttavia assai probabile che Albar fosse un cordovano d'origine e che nella medesima città abbia vissuto e operato. Cordova infatti, nel IX e nel X secolo, era il centro culturale e religioso principale della Spagna araba; inoltre, il fatto, sopraccitato, che Albar affermi d'essere legato a un vescovo e non ad un metropolita escluderebbe Siviglia, Toledo e Merida. Possibile prova del fatto che Albar fosse effettivamente cordovano è rappresentata anche dalla designazione di Ḥafṣ quale al-Qurtubî, il cordovano in lingua araba, in un catalogo di opere dell'Escorial scritto da Alonso del Castillo nel XVI secolo. Tuttavia, è stata avanzata, da D. M. Dunlop, che ha studiato a fondo la figura di Albar, l'ipotesi che al-Qurtubî possa essere, più che una nisba alternativa o aggiuntiva, frutto di un possibile errore di trascrizione.

## Opere

### Motivazioni della scelta dell'arabo come lingua
Tra il IX e il X secolo si manifestò una nuova tendenza culturale presso i
mozarabi: l'utilizzo della lingua araba per testi civili e religiosi. Anche se questo non implicò la totale estinzione dei difensori della cultura tradizionale ispano-visigotica e detrattori contemporaneamente della lingua araba -criticati da Albar nella sua opera-.
In questo periodo, l'arabizzazione, a livello culturale, dei mozarabi  andalusi aveva raggiunto uno stadio così avanzato che l'unica maniera per garantire la conservazione e la trasmissione della loro identità e cultura ispano-visigota cristiana era quello di tradurre i testi del loro canone letterario e religioso in arabo. L'obiettivo principale era ovviamente quello di conservare e preservare la conoscenza teologica del cristianesimo presso la comunità mozaraba: si affacciò dunque la necessità di tradurre in arabo anche le Sacre Scritture. L'arabo non solo divenne il nuovo veicolo di propagazione e di radicamento del Verbo cristiano presso una popolazione sempre meno abituata al latino, ma offrì anche la possibilità di recuperare coloro che erano passati all'Islam, in un processo di conversione per slittamento. Per i mozarabi arabizzati era, infatti, necessario diffondere la fede cristiana indipendentemente dalla lingua: cessava il monopolio del latino in ambito religioso e liturgico. La lingua araba divenne così, grazie a questo processo, un mezzo culturale veramente unificante per tutta la società andalusa, sia cristiana che musulmana.
In assenza di ulteriori prove documentali, si potrebbe inoltre affermare che Albar fu pioniere di tale translatio studii (Trasferimento del sapere) dal latino all'arabo, grazie alla quale le Sacre Scritture hanno potuto conservarsi presso i mozarabi arabizzati.

### Uryûza
L'uryûza, così come è stata definita dallo storico Iván Pérez Marinas, «è un tipo di versificazione araba caratterizzata da strofe con un numero qualsiasi di distici, dal metro rayaz, basato su tre piedi di quattro sillabe, all'uso di una sola rima o di più rime e dal contenuto informativo o istruttivo». Albar pose uno proprio componimento di questa tipologia come introduzione alla sua traduzione del Salterio in arabo. Questo componimento è una delle fonti principali, come si è visto precedentemente, per cercare conoscere dettagli sulla vita e sulla figura dello stesso Ḥafṣ b. Albar, che altrimenti rimarrebbero sconosciuti, così come per comprendere le ragioni alle spalle della sua opera di traduzione e del suo stile compositivo, poetico e di traduzione. 
L'uryûza di Ḥafṣ b. Albar è infatti composta da 143 versi e può essere così suddivisa: lode a Dio proemiale (vv. 1-14), presentazione del Salterio (vv.15-27), critica alle traduzioni in prosa del Salterio (vv.28-37), spiegazione del metodo della sua traduzione in arabo del Salterio (vv.38-91), difesa della pratica della traduzione di testi religiosi in arabo e critica dei suoi oppositori (vv.92-126), indicazioni relative alla datazione e alla sua paternità (vv.127-133), lode a Dio conclusiva (versetti 134-143). L'incipit (vv. 1-14) e la conclusione (134-143), incentrati sulla lode di Dio sono una caratteristica precipua, un topos, di tutti i testi medievali; tuttavia, in questo lodi si inscriverebbe anche una critica e una condanna ad un possibile movimento ereticale materialista andaluso dei secoli IX e X, di cui anche altri testi più o meno coevi sembrano dar conto.
Nei versetti 15-27 invece Albar afferma che la tradizione ispanica consiste nella recita cantata nelle chiese dei Salmi; inoltre, afferma che il metro della versificazione in latino del Salterio è affine al metro di Rayaz della poesia araba, lo stesso da lui adottato per la sua traduzione e che in seguito indicherà come il più appropriato per tutte le traduzioni dal latino all'arabo di opere in versi. Nei versetti 28-37, Albar si scaglia dunque duramente contro le traduzioni del Salterio fino a quel momento realizzate, perché fatte in prosa, cosa che provocherebbe il deterioramento della bellezza poetica del testo e la perdita del significato e dell'uso (cantato) originali del testo.
Nei versetti 38-91 Albar spiega poi le ragioni del suo metodo di traduzione e la scelta del metro: in latino, il Salterio appare in metro giambico, composto da sei piedi giambici, che contano due sillabe cadauno, mentre Albar usa il metro rayaz maštûr, composto da tre piedi di quattro sillabe: entrambe le metriche constano così dodici sillabe in ogni verso e hanno dunque musicalità e ritmo molto affini. L'autore aggiunge inoltre che, dovendo tradurre, in versi, dal latino all'arabo, lingue completamente differenti, ha dovuto adottare alcuni espedienti per adattare il testo: dall'eliminazione di alcuni ricami poetici tipicamente latini, all'accantonamento di espedienti poetici propri della versificazione araba, alla riscrittura di alcuni passi, per poterli adattare alla nuova lingua senza perdere il significato originale. Nei versetti 92-126, Albar sostiene poi la validità del suo lavoro sul piano dell'accuratezza teologico-esegetica e respinge le critiche dei detrattori delle traduzioni di testi sacri cristiani in arabo, che non capirebbero -a detta di Albar- l'importanza della traduzione in arabo per la perpetuazione del culto cristiano in al-Andalus. In questo frangente, per dimostrare la sua accuratezza teologica e la bontà della sua opera di traduzione fa riferimento all'approvazione da lui ricevuta dal già citato vescovo Balans.
I versetti 127-133, infine, contengono informazioni riguardo alla datazione e alla paternità di Albar della traduzione del Salterio, sui quali, come già riportato, aleggiano ancora numerosi dubbi.

### Salterio in arabo
Lo storico francese Cyrille Aillet ha spiegato perché il primo testo sacro cristiano ad essere tradotto fu il Salterio, cioè il libro dei Salmi. I Salmi erano, infatti, il nucleo centrale della liturgia cristiana, anche nella sua declinazione mozaraba e per questo erano assiduamente recitati dai fedeli. Inoltre, erano anche i testi base attraverso i quali i bambini venivano istruiti nell'educazione religiosa e non solo.
Per quanto riguarda lo stile, la metrica e le scelte alle spalle della traduzione da parte di Albar, quest'ultimo ne dà conto, come si è già detto, nell'uryûza introduttiva. 
Si può però aggiungere che Albar utilizzò come salterio latino di riferimento per la sua traduzione in arabo il Psalterium ex Hebraico, una traduzione dei Salmi dall'ebraico al latino, collocabile alla fine del IV secolo e tradizionalmente attribuita a San Girolamo. Ad affermare ciò è lo stesso Ḥafṣ b. Albar nell'uryûza, ai vv.63-64: [nella traduzione in inglese ad opera di Douglas Morton Dunlop] «I have translated what Yarunum (Jerome) interpreted,/ and he is given precedence for his learning -/The interpreter of the Law and the Gospel, /and they serve for text and commentary.», ma questo è stato constatato anche confrontando direttamente i due testi. Albar avrebbe inoltre fatto ricorso al Psalterium Visigothicum, traduzione in latino del Salterio circolante nella Spagna visigota; così come avrebbe fatto ricorso a scritti esegetici del Salterio nella sua opera di parziale riscrittura per adattare il Salterio all'arabo.